# گیتس میلز (اوهایو)
گیتس میلز (به انگلیسی: Gates Mills) یک روستا در ایالات متحده آمریکا است که در شهرستان کویاهوگا، اوهایو واقع شده‌است. گیتس میلز ۲۳٫۵۷ کیلومتر مربع مساحت و ۲٬۲۷۰ نفر جمعیت دارد و ۲۱۹ متر بالاتر از سطح دریا واقع شده‌است.